# Očetovski dopust
Očetovski dopust je dopust, namenjen očetom, da bi skupaj z mamo sodelovali pri negi in varstvu otroka. Poleg materinskega in starševskega dopusta gre za eno od starševskih pravic v skladu z Ministrstvom za delo, družino, socialne zadeve in enake možnosti.

## Uvedba in argumentacija
Med prvimi, ki so se zavzele za očetovski dopust (angl. paternity leave), so bile nordijske države – Švedska, Islandija, Danska, Norveška in Finska. Z namenom, da bi se spoprijela z diskriminacijo mater, je Norveška leta 1993 prva predlagala iniciativo, imenovano “father’s quota” ali “daddy quota”. Z njo je predvidela določeno število dni dopusta, ki jih lahko koristi izključno oče, sicer zapadejo. Leta 1995 je zgledu prva sledila Švedska.

Ponudba ženske delovne sile zaradi materinskega dopusta vsekakor upade, kar privede do vrzeli v karieri dotične ženske ali v skrajnem primeru do njenega odhoda s trga delovne sile. Prav zato je možnost koriščenja očetovskega dopusta izredno pomemben  vladni ukrep: zmanjšale naj bi se razlike med spoloma na trgu dela in hkrati dileme o odločitvi glede nosečnosti. Uvedbi očetovskega dopusta se pripisuje tudi rušenje stereotipov o spolnih vlogah, kar širše gledano spodbuja enakopravnost med spoloma.

## Očetovski dopust v Sloveniji
Z letom 2018 ima oče na razpolago 30 dni polno plačanega dopusta. Prvih 15 koledarskih dni dopusta mora oče izrabiti do šestega meseca otrokove starosti, preostalih 15 koledarskih dni pa mora v strnjenem nizu izrabiti po koncu starševskega dopusta, najkasneje do konca prvega razreda osnovne šole otroka. S 1. 5. 2018 mora oče prvih 15 koledarskih dni izkoristiti v obdobju od rojstva otroka do najpozneje enega meseca po poteku starševskega dopusta. Če izrabi manj kot 15 dni, preostanek zapade. Očetovski dopust lahko oče po novem izrabi v strnjenem nizu ali po dnevih. Za primerjavo: materinski dopust v Sloveniji traja 105 dni in je v celoti plačan.

Očetovski dopust je bil v Sloveniji uveden leta 2002. Do leta 2015 so imeli očetje 15 dni plačanega in 75 dni neplačanega dopusta. Z letom 2016 se je razmerje med plačanim in neplačanim dopustom spremenilo na 20:50 dni, z letom 2017 na 25:25 dni, z letom 2018 pa se je pravica do neplačanega očetovskega dopusta ukinila. Očetje otrok, mlajših od treh let, lahko po novi ureditvi izkoristijo preostanek neplačanega očetovskega dopusta iz preteklih let.

Pravico do očetovskega dopusta ima oče tako v zakonski kot zunajzakonski skupnosti in je praviloma neprenosljiva. Če ga oče še ni izrabil, pa lahko dopust pod enakimi pogoji izrabi materin zakonec ali zunajzakonski partner, ki dejansko neguje in varuje otroka. O nameri izrabe dopusta je potrebno delodajalca obvestiti najkasneje 30 dni pred predvidenim nastopom očetovskega dopusta.

## Očetovski dopust v tujini
V Južni Koreji in na Japonskem lahko očetje koristijo kar 1 leto plačanega očetovskega dopusta. Med najbolj radodarnimi so še nordijske države, Estonija, Litva, Francija in Luksemburg. V Združenih državah Amerike materam – in s tem očetom – ne pripada nič plačanega porodniškega dopusta; zadeva se ureja na ravni posamezne delovne organizacije. Tudi neplačanega dopusta imajo ameriški starši manj kot drugod, in sicer 12 tednov vsak.

## Učinki očetovskega dopusta
Starši otrok, rojenih po reformi, poročajo o 11 % manjši meri konfliktov glede delitve hišnih opravil. S 50 % večjo verjetnostjo kot starši otrok, rojenih pred reformo, poročajo tudi o pravični delitvi pranja perila. Čeprav očetovski in starševski dopust trajata le kratek čas, se lahko pozitivni vzorci delitve dela ohranijo v prihodnosti. Med novopečenima staršema naj bi se razvila t. i. dinamika vodja-pomočnik: matere naj bi prevzele glavno skrb, očetje pa naj bi nudili pomoč, ko jo matere potrebujejo oziroma zanjo prosijo. Očetovski dopust očetom tako omogoča razvoj čuta za odgovornost, ki je osrednji element materinstva, ter bolj aktivno vpletenost v vsakodnevne starševske obveznosti. Iz tega izhaja ideja, da so moški enako sposobni starši kot ženske, ki jo podpira vse obsežnejša literatura na temo očetov kot primarnih ali samostojnih skrbnikov. Številne raziskave tako potrjujejo, da je starševstvo naučeno, pri čemer je bistvenega pomena izkušnja iz prve roke.

## (Ne)koriščenje očetovskega dopusta
Očetovski dopust je dve leti po uvedbi prvotne reforme vsaj delno koristilo 70 % Norvežanov, leta 2003 pa 89 %. V Sloveniji je po podatkih iz leta 2014 očetovski dopust izrabilo 85 % očetov. Kanadski očetje, ki niso izkoristili očetovskega dopusta, nad svojo novo vlogo medtem niso bili nič manj navdušeni, vendar niso videli potrebe po tem, da ostanejo doma, ali pa niso želeli biti odsotni na delovnem mestu. Najpogostejši razlog za delno ali v celoti neizkoriščen očetovski dopust je bila skrb glede tega, kako bodo na odsotnost gledali nadrejeni, kolegi ali klienti. V Južni Koreji in na Japonskem bi očetje lahko ostali doma kar celo leto, a se za to možnost odločita le 2 %. Razlog za to naj bi ležal ravno v družbeni stigmi, ki spremlja ta pojav. Na koriščenje in trajanje očetovskega dopusta naj bi med drugim vplivala prisotnost sodelavcev, ki so očetovski dopust že koristili.